# Lemula cyanipennis
Lemula cyanipennis är en skalbaggsart som beskrevs av Hayashi 1974. Lemula cyanipennis ingår i släktet Lemula och familjen långhorningar.
Artens utbredningsområde är Taiwan. Inga underarter finns listade i Catalogue of Life.